# گرینز
گرینز (به فرانسوی: Guéreins) یک کمون (فرانسه) در فرانسه است که در ان (اوورنی-رون-آلپ) واقع شده‌است. گرینز ۴٫۵۱ کیلومتر مربع مساحت دارد.

## خواهرخوانده
شهر Bottens خواهرخواندهٔ گرینز هست.